# Sphicosa albipennis
Sphicosa albipennis är en tvåvingeart som beskrevs av Smith 1962. Sphicosa albipennis ingår i släktet Sphicosa och familjen dansflugor. Inga underarter finns listade i Catalogue of Life.